# Marco Ghizzoni
Marco Ghizzoni (Cremona, 23 settembre 1983) è uno scrittore italiano.

## Biografia
Nato a Cremona dove vive e lavora, ha tratto ispirazione per la serie ambientata nel paese immaginario di Boscobasso (arrivata al terzo capitolo) dagli aneddoti e i personaggi passati per il bar-trattoria di provincia tenuto per un ventennio dalla madre.
Affine stilisticamente al medico-scrittore Andrea Vitali tra gli scrittori che più lo hanno influenzato vanno menzionati Piero Chiara, Andrea Camilleri, Mario Soldati e Giovannino Guareschi.
I suoi romanzi Il cappello del maresciallo e I peccati della bocciofila sono usciti anche in edicola, in allegato al quotidiano la Repubblica.

## Opere

### Trilogia Boscobasso
- Il cappello del maresciallo, Parma, Guanda, 2014. ISBN 978-88-235-0807-1. - Edizione tascabile: Milano, TEA, 2015. ISBN 978-88-502-3873-6.
- I peccati della bocciofila, Parma, Guanda, 2015. ISBN 978-88-235-0821-7. - Edizione tascabile: Milano, TEA, 2016. ISBN 978-88-502-4253-5.
- L'eredità del Fantini, Milano, Guanda, 2016. ISBN 978-88-235-1053-1.

### Altri romanzi
- Gli accordi di Stradivari, Milano, TEA, 2019. ISBN 978-88-502-5227-5.
- Le bionde del Benaco, Milano, Laurana, 2024. ISBN 979-12-80845-56-6.

### Racconti
- Il muro sottile, Mantova, Oligo, 2020. ISBN 978-88-85723-49-8.
- Violino. Luci e ombre di Stradivari, Mantova, Oligo, 2022. ISBN 978-88-85723-96-2.